# باخشی سارگسیان
باخشی آندرئاسی سارگسیان (ارمنی: Բախշի Անդրեասի Սարգսյան؛  زادهٔ ۱۹۲۴ - درگذشته تاریخ نامعلوم) کارشناس علوم پرورشی اهل ارمنستان بود.

## زندگی‌نامه
وی در ۱۹۲۴ در واشتون به دنیا آمد .  همچنین برندهٔ جوایزی همچون آموزگار شایسته ارمنستان شوروی (۱۹۶۹), نشان شایستگی نبرد و مدال به خاطر پیروزی مقابل آلمان در جنگ بزرگ میهنی (۱۹۴۵–۱۹۴۱) شده است. سال درگذشت نامعلوم است

## یادداشت
1. ↑  Տաշտուն